# Achijáš

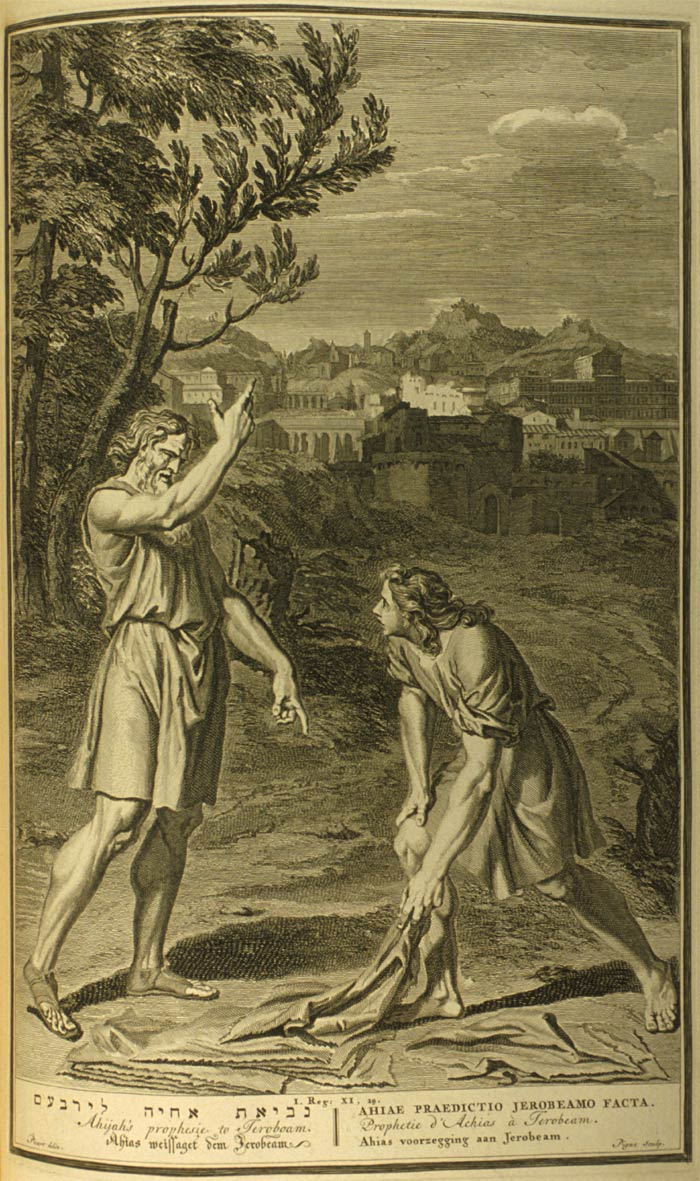
Obraz Achiášovo proroctví Jeroboámovi od malíře Gerarda Hoeta z roku 1728

Achijáš Šíloský (hebrejsky אחיה השילוני, Achija ha-Šiloni) byl jedním ze starozákonních proroků. Řadí se mezi nepíšící proroky. Zmiňuje se o něm 1. kniha královská 11,29-39 a 14,1-18.
Achijáš působil v Šílu za života krále Šalomouna a izraelského krále Jarobeáma I., tedy v druhé polovině 10. století př. n. l.
Achijáš měl co do činění s prvním izraelským králem Jarobeámem I. Nejprve mu ještě za života krále Šalomouna prorokoval, že se stane králem nad deseti z izraelských kmenů, které Bůh odebere Davidovu rodu a dá jemu. Když se pak tak stalo, Jarobeám začal být Bohu nevěrný a uctíval modly. Později, když Jarobeámovi onemocněl syn a on k prorokovi poslal svou ženu, aby se Achijáše vyptala na to, co se se synem stane, promluvil Bůh skrze proroka Achijáše a odsoudil Jarobeámovo jednání. Nakonec odsoudil Jarobeáma i celý jeho rod a dodal, že nemocný syn zemře, že však bude nejšťastnější z celé rodiny, neboť jen on se dostane do hrobu.

## Jmenovec
Achijáš byl syn Achítúba, bratra Íkábóda, syna Pinchasa, syna Élího, Hospodinova kněze v Šílu.